# 제41회 모스크바 국제 영화제
제41회 모스크바 국제 영화제는 2019년 4월 18일에 열린 시상식이다.

## 수상 및 후보

### 대상
- 보스의 비밀 - 파르캇 샤리포브 수상

### 심사위원특별상(실버)
- 인 서치 오브 에코 - 장츠 수상

### 여우주연상
- 마이 세컨드 이어 인 칼리지 - 소하 니아사티 수상

### 남우주연상
- 보이드 - 토미 코펠라 수상

### 감독상
- 라이드 - 발레리오 마스딴드리아 수상

### 베스트 다큐멘터리상
- 더 멘즈 룸 - 페터 소머 외 1명 수상

### 베스트 단편영화상
- 티그레 - 델핀 델로겟 수상

### 월드시네마 공로상
- 김기덕 수상

### 스타니슬라프스키 공로상
- 랄프 파인즈 수상

### 세계 영화
- 언 언폴겟터블 스피링 인 어 폴가튼 빌리지 - 쿠시트림 벡테시
- 서포케이션 - 케냐 마케즈
- 배드 걸 - 마리안 발레프
- 나는 약신이 아니다 - 원 무예
- 리빙 침니 - 라도슬라프 스파쇼프
- 러브 미 낫 - 루이스 미나르로
- 미오 온더 쇼어 - 나카가와 류타로
- 나이트 워크 - 아지즈 타지
- 노마드스 - 올리비에 쿠세마크
- 곳코 - 쿠마자와 나오토
- 쉘 앤 조인트 - 히라바야시 이사무
- 더 히 위드아웃 힘 - 아마티야 바타차리야
- 더 프로페서 앤 더 매드맨 - P.B. 셰므란
- 탑 엔드 웨딩 - 웨인 블레어
- 야오 - 필리쁘 고도

### 경쟁부문
- 더 무버 - 데이비스 시메니스
- 마이 폴리쉬 허니문 - 엘리스 오트젠베르거
- 마이 세컨드 이어 인 칼리지 - 라술 사드라멜리
- 새터데이 에프터눈 - 모스타파 파루키
- 트랩 - 세이드 콜락
- 보이드 - 알렉시 살멘페레
- 보스의 비밀 - 파르캇 샤리포브
- 더 선 어보브 미 네버 셋츠 - 류보프 보리소바
- 라이드 - 발레리오 마스딴드리아
- 인 서치 오브 에코 - 장츠
- 잼 - 사부
- 선데이 - 스베틀라나 프로슈리나
- 본고제로: 더 아웃브레이크 - 파벨 코스토마로브

### 단편경쟁
- 라이즈 - 바바라 바그너
- 패티션 에비뉴 - 타나시스 네오포티스토스
- 카다브르 엑스키 - 스테파니 랑사크
- 쉬-팩 - 패니 오베슨
- 투 플랜트 어 프래그 - 보비 페어스
- 유저스 - 야쿱 피야텍
- 멈스 헤어핀스 - 타티아나 페도로프스카야
- 프론티에라 - 알레산드로 디 그레고리오
- 섹스, 공포, 햄버거 - 엘다르 시바노프
- 암드 룰러바이 - 야나 우그렉헬리드제
- 피오룬 - 마리아 올나프
- 티그레 - 델핀 델로겟
- 마마 - 블라디미르 코트
- 마진스 - 다니엘 암바야 외 12명
- 아지자 - 소다데 카단

### 다큐멘터리 경쟁
- 아나톨리 크루프노브.온 바일 - 다리야 이반코바
- 비지 인사이드 - 올가 르보프
- 인 서치 오브 그레이트니스 - 가베 폴스키
- 더 멘즈 룸 - 페터 소머 외 1명
- 파트리모니움 - 칼 올슨
- 윈터스 여닝 - 시드 토르스트홀름 라센 외 1명
- 어스 - 니콜라우스 가이어할터

### 단편영화
- 야수 - 제레미 콩트
- 스킨 - 기 나티브
- 어 크리스마스 기프트 - 보그단 무레샤누
- 전기 사자의 여름 - 디에고 세스페데스
- 우먼 인 스톨 - 마들렌 심즈-퓨어

### 특별상영
- 애니버서리 오브 더 레볼루션 - 지가 베르토프
- 쿠지예프.액션 스타츠! - 피터 셰포티닉
- 패션스 포 더 매머드 - 세르게이 야스트르즈겐브스크와이
- 더 브론즈 홀스맨 오브 러시아 - 바실리 리바노프
- 더 빅토리 윌 비 마이 기프트 투 유 - 아르센 아그자니언
- 투 파리! - 세르게이 사르키소프
- 우먼 오브 더 굴라크 - 마리안나 야로프스카야
- 썸머 나잇 인 타운 - 미셀 드빌
- 어도러블 라이어 - 미셀 드빌
- 벤자민, 더 다이어리 오브 어 버진 보이 - 미셀 드빌
- 딥 워터 - 미셀 드빌
- 르 도시에 51 - 미셀 드빌
- 러브 앳 더 탑 - 미셀 드빌
- 사샤의 병 - 미셀 드빌
- 디 아트 오브 브레이킹 업 - 미셀 드빌
- 더 베어 앤 더 돌 - 미셀 드빌
- 책 읽어주는 여자 - 미셀 드빌
- 더 우먼 인 블루 - 미셀 드빌
- 투나잇 오어 네버 - 미셀 드빌
- 에이지 오브 데이드리밍 - 이스트반 자보
- 히폴리트, 더 버틀러 - 스티브 세켈리
- 나의 20세기 - 일디코 엔예디
- 썸웨어 인 유럽 - 게자 본 레드바냐
- 더 언디자이어블 - 마이클 커티즈
- 두 여자 - 마르타 메자로스
- 도시 위에 군림하는 손 - 프란체스코 로시
- 완전 범죄 - 엘리오 페트리
- 럭키 루치아노 - 프란체스코 로시
- 살바토레 줄리아노 - 프란체스코 로시
- 더 데이 오브 더 아울 - 다미아노 다미아니
- 마테이 사건 - 프란체스코 로시
- 미미의 유혹 - 리나 베르트뮬러
- 안나 카레니나 - 마가리타 필리키나
- 어텀 - 안드레이 스미르노브
- 헤이, 래즈 앤 래스스 - 리디야 보브로바
- 올란도 - 샐리 포터
- 더 블랙 몽크 - 아이반 디카히비쉬니
- 더 플레아 - 텐기즈 아불라제
- 아이게림 - 말리카 무카메드잔
- 캘리포니아 - 다스탄 마달베코프
- 컴 리틀 칠드런 - 아나스타샤 쿠시아코바
- 독미트 - 크세니야 티쉔코
- 엑스트라스. 클로즈-업 - 알렉산드르 주보블렌코
- 더 플로우 - 알렉세이 에스티니프
- 어 라이프 포 어 라이프 - 예브게니 바우어
- 스프링 온 자레크나야 스트리트 - 마를렌 후치예프 외 1명
- 무기력 증후군 - 키라 무라토바
- 버티컬 - 보리스 두로프 외 1명
- 워-타임 로맨스 - 표트르 토도로프스키
- 아이 엠 루징 웨이트 - 알렉세이 누즈니
- 아이스 - 올레그 트로핌
- 원스 어폰 - 에두어드 패리

### 마스터
- 카사노바 라스트 러브 - 브누와 쟉꼬
- 에더 - 크지쉬토프 자누쉬
- 인간, 공간, 시간 그리고 인간 - 김기덕
- 피털루 - 마이크 리
- 순응자 - 베르나르도 베르톨루치
- 투 디 엔즈 오브 더 월드 - 귀욤 니클로스

### 러시아의 발자취
- #모스크바 온 더 비치 - 엘레나 코손 키질로바
- 캐비어 - 엘레나 티코노바
- 메모리 이즈 아워 홈랜드 - 조나단 듀랑드
- 더 미스터리 오브 앙리 픽 - 레미 베잔송
- 더 사쿠라 댓 소로킨 쏘우 - 마사키 이노우에
- 위아 올 세일러스 - 미구엘 앙헬 물레트
- 우먼스 데이 - 돌리아 가밴스키

### 8 ½ 필름스
- 다프네 - 페데리코 본디
- 뎁스 투 - 오그젠 글라보닉
- 인 패브릭 - 피터 스트릭랜드
- 작가 미상 - 플로리안 헨켈 폰 도너스마르크
- 논-픽션 - 올리비에 아사야스
- 퀸 오브 하츠 - 메이 엘-투키
- 더 로드 - 오그젠 글라보닉
- 도즈 후 아 파인 - 시릴 쇼이블린

### 유포리아 오브 딜루전스
- 알파 - 브리얀테 멘도사
- 고스트 타운 앤솔로지 - 드니 코테
- 갓 이그지스트, 허 네임 이즈 페트룬야 - 테오나 스트루가르 미테브스카
- M - 욜랑드 조베르만
- 나폴리: 작은 갱들의 도시 - 클라우디오 지오바네시
- 로조 - 벤자민 나이스타트
- 덴마크의 자식들 - 울라 살림
- 아이 워즈 앳 홈, 벗 - 앙겔라 샤넬렉

### 터키 씨네마
- 챔피언 - 아흐메트 카티크시즈
- 데트 - 부슬랏 사라코글루
- 그레인 - 세미 카플라노글루
- 중대발표 - 마무트 파질 코스쿤
- 더 피존 - 바누 시바치
- 야생 배나무 - 누리 빌게 제일란
- 타임 투 리브 - 오르한 테케오글루

### 러시안 씨네마
- 2050 - 알렉산드라 루파스코
- 엔듀로 - 엘레나 에밀리야노바
- 히로인스 - 카티아 바달리안
- 리오넬라 - 세르게이 바로브카
- 리크루트 - 이고르 초이
- 율리아나 - 예브게니 상가지에프

### 더 써드 에이지
- 해피 엔딩 - 헬라 주프
- 코알리 & 라이스 - 치엔 예
- 더 롱 굿-바이 - 나카노 료타
- 미아우 - 이그나시오 에스타레기
- 체조하자 - 기쿠치 타케오

### 에이지 오브 "어벤저스"
- 어벤져스: 에이지 오브 울트론 - 조스 웨던
- 어벤져스: 엔드게임 - 앤서니 루소
- 어벤져스: 인피니티 워 - 앤서니 루소
- 어벤져스 - 조스 웨던

### 미싱 픽쳐스
- 길 위의 새들 - 치로 구에라 외 1명
- 하드 페인트 - 필립 매쳄바처 외 1명
- 코코-디 코코-다 - 요하네스 니홀름
- 아웃 - 드니 페로
- 펄(프랑스어판) - 엘사 아미엘
- 사샤스 헬 - 니키타 라브레스키
- 화염 속의 세상 - 로베르토 미네르비니

### 스펙트럼
- 미드나잇 러너 - 하네스 바움가르트너
- 리지 - 존 스쿠그
- 샤노크호이, 더 옐로우 독 - 디셰노프 바이르
- 더 뮤트 - 바르토슈 코노프카
- 더 웨이터 - 스티브 크리크리스
- 쓰루 더 파이어 - 프레데릭 텔리에
- 제로 임퓨니티 - 니콜라스 블리에스 외 1명

### 자유로운 사고
- 애드버킷 - 레이첼 레아 존스
- 콜드 케이스 하마슐드 - 매즈 브루거
- 이치 앤 에브리 모먼트 - 니콜라 필리베르
- 폴스 컨페션스 - 카트리네 필프
- 허니랜드 - 타마라 코테브스카 외 1명
- 아일랜드 오브 더 헝그리 고스트 - 가브리엘 브래디
- 미드나잇 트래블러 - 하산 파질
- 원 차일드 네이션 - 난푸 왕 외 1명
- 퀵실버 크로니클스 - 벤 구에즈 외 1명
- 루스 베이더 긴즈버그 : 나는 반대한다 - 벳시 웨스트 외 1명
- 리즌 - 아난드 팟와르드한
- 더 라프트 - 마르쿠스 린딘
- 와일드 - 라이프, 데스 앤드 러브 인 어 와일드라이프 호스피털 - 다넬 엘펠레그 외 1명

### 더 월드 오브 아트
- 디바인 러브 - 가브리엘 마스카로
- 그레이트 익스트림즈 쿨라코프 - 블라디미르 네페브니
- 더 화이트 크로우 - 랄프 파인즈
- 타임라이프 - 하미드 베남라

### 더 타임 오브 우먼
- 천사는 흰 옷을 입는다 - 비비안 큐
- 플랫랜드 - 제나 카토 바스
- 레모네이드 - 이오아나 유리카루
- 노바디스 워칭 - 줄리아 솔로모노프
- 프레젠트.퍼펙트. - 주성저
- 스튜핏 영 하트 - 셀마 빌후넨

### 에피소드 원
- Chimerica - 마이클 케일러
- Gomorra (4 Season) - 프란체스카 코멘치니 외 4명
- Identification - 블라디에나 산두
- Informer - 자니 캠벨
- Just for Today - 니르 버그만
- Nadezhda - Elena Khazanova
- Roller-Coaster - 아엘코 챠밧제
- Sara - 마르코 마틴스